# Shah Nimatullah Wali
Shāh Nimatullāh ou Shāh Ni'matullāh Wali (persan : شاه نعمت الله ولی [Shāh Ni'matullāh-i Valī]), né vers 1330 et mort vers 1430 est un maître soufi et poète persan du XIVe et XVe siècles.
Aujourd'hui, il est considéré comme le fondateur de l'ordre soufi Nimatullahi.